# 86e division d'infanterie d'Afrique
Pour les articles homonymes, voir 86e division.
La 86e division d'infanterie d'Afrique (86e DIA) est une unité de l'Armée française lors de la Seconde Guerre mondiale. Elle est en garnison au Levant français en 1939-1940.

## Historique
La division est mobilisée dans la région d'Oran, en Algérie. Elle débarque à Beyrouth mi-septembre 1939.
La division est la meilleure unité des forces du groupe des forces mobiles du Levant (GFML), qui regroupe également les 191e et 192e divisions d'infanterie,.

## Commandants de la86eDIA
La division a été commandée du 2 au 21 septembre 1939 par le général Augustin Xavier Richert (de) puis par le général Jean Cazaban (sl) jusqu'au 25 juin 1940.

## Composition
- Infanterie[6] :
  - 2e régiment de tirailleurs algériens
  - 29e régiment de tirailleurs algériens
  - 2e régiment de zouaves
- Artillerie[7],[8] : 
  - 86e régiment d'artillerie d'Afrique (trois groupes, canons de 75)
  - 286e régiment d'artillerie lourde divisionnaire (seulement le Ve groupe, canons de 155 C 17S)
  - 1034e batterie du 404e régiment d'artillerie de DCA
  - 86e parc d'artillerie
- Cavalerie :
  - 86e groupe de reconnaissance de division d'infanterie (seulement les éléments hippomobiles[2])
- Génie et transmissions[8] :
  - Compagnie de sapeurs-mineurs 86/1 et 86/2
  - Compagnie de parc 86/21
  - Compagnie télégraphique 86/81
  - Compagnie radio 86/82
  - Détachement colombophile 86/63
- Train[8] :
  - Compagnie hippomobile 86/28
  - Compagnie automobile 186/28
- Intendance[8] :
  - Groupe d'exploitation divisionnaire 86/20
- Santé[8] :
  - 86e groupe sanitaire